# 进步党 (智利)
进步党（西班牙語：Partido Progresista，缩写为PRO）是智利的一个已不存在的左翼政党。该党成立于2010年。2022年2月3日，该党改组为进步家园。该党的意识形态是民主社会主义、进步主义、环境保护主义。该党的主席是Camilo Lagos Miranda，总书记是Jonatan Díaz Herrera。该党的总部位于普罗维登西亚。该党是争取变革团结和圣保罗论坛的成员。